# Gli asteroidi
Gli asteroidi è un film del 2017 diretto da Germano Maccioni. Il film è stato presentato al Festival di Locarno, ricevendo una nomination come miglior film.
La colonna sonora è stata realizzata dal gruppo bolognese Lo Stato Sociale.

## Trama
Un asteroide fa da sfondo alle vicissitudini di tre ragazzi privi di aspettative che per guadagnarsi da vivere, sono costretti a rubare candelabri.